# Chromolucuma rubriflora
Chromolucuma rubriflora är en tvåhjärtbladig växtart som beskrevs av Adolpho Ducke. Chromolucuma rubriflora ingår i släktet Chromolucuma och familjen Sapotaceae. IUCN kategoriserar arten globalt som livskraftig. Inga underarter finns listade i Catalogue of Life.